# Alexander Maksik
Alexander Maksik, né en 1973 à Los Angeles, (Californie) est un romancier américain. 

## Biographie
Fils d'éducateurs, Alexander Maksik quitte Los Angeles avec ses parents pour emménager à Ketchum, dans l'Idaho. L’auteur a enseigné pendant sept ans la littérature dans un lycée américain de Paris avant de s'installer à New York. 
Son premier roman, Indigne (You deserve nothing), raconte l'histoire d'un enseignant américain à Paris renvoyé après son histoire d'amour avec une étudiante. L’œuvre - aux relents autobiographiques puisque son auteur sera renvoyé en 2006 de l'établissement où il travaillait, pour cette même raison - livre figure à sa sortie dans le palmarès des best-sellers du New York Times. Son deuxième roman, La Mesure de la dérive (A marker to measure drift) retrace le parcours d'une migrante libérienne échouée en Grèce. Le livre est finaliste du William Saroyan Prize and du Prix du Meilleur Livre Étranger. Son troisième roman, L’Oiseau, le goudron et l’extase (Shelter in place) est nommé meilleur livre de l’année 2016 par The Guardian et le San Francisco Chronicle. 
Maksik a également écrit divers articles pour American Nonrequired Reading, Harper’s, Libération, Tin House, The Sewanee Review, Harvard Review, The New York Times Book Review, The Atlantic, et Narrative Magazine.

## Œuvre traduite en français
- Indigne (trad. Nathacha Appanah, éditions Rivages, 2013)
- La Mesure de la dérive (éditions Belfond, 2014)
- L'Oiseau, le Goudron et l'Extase (Belfond, 2018)